# Stazione di La Fiora
La stazione di La Fiora è stata una fermata ferroviaria posta sulla linea Priverno-Terracina. Serviva la località di La Fiora, frazione del comune di Terracina.

## Storia
La fermata di La Fiora venne attivata nel 1938.
Dal settembre 2012 l'intera linea risulta interrotta in seguito a un evento franoso.
Attualmente, i collegamenti tra Priverno-Terracina vengono effettuati mediante bus sostitutivi Trenitalia e la stazione dal 2024 non risulta più presente negli orari.